# Soy el pequeño diablo
Soy el pequeño diablo es una película italiana de 1988, dirigida y protagonizada por Roberto Benigni. En la película también participan Walter Matthau, Stefania Sandrelli, Nicoletta Braschi y John Lurie. En algunos países europeos y en Australia, una versión en inglés de la película, con subtítulos locales, se distribuyó en VHS. En la versión en inglés, las voces de los actores principales son dobladas por sí mismos. Algunas escenas se filmaron en ambos idiomas.

## Argumento
En el Colegio Pontificio de América del Norte, en Roma, el padre Maurice (Walther Matthau) está muy tentado por Patricia (Stefania Sandrelli), una mujer que lo ama y espera que tome una decisión y aclare su posición hacia ella. Mientras intenta hacerlo, un novato lo convoca para una emergencia. La emergencia resulta ser una mujer gorda poseída por un demonio. El padre Maurice realiza el rito del exorcismo y expulsa al demonio de la mujer. El demonio (Roberto Benigni), un pequeño demonio escapado llamado Giuditta, que no tiene otro lugar adonde ir, comienza a seguir al Padre Maurice en todas partes y a menudo se entrega a travesuras para meter a Maurice en problemas. En un ocasión, Giuditta reemplaza a un enfermo padre Maurice en misa, convirtiendo la solemne ceremonia en un desfile de belleza. Maurice intenta deshacerse de Giuditta en varios esfuerzos fallidos. Mostrando signos de agotamiento, sus compañeros le aconsejan que se vaya de vacaciones. Finalmente, otro agente "de donde vino Giuditta" aparece como Nina (Nicoletta Braschi) y logra atraer a Giuditta que finalmente deja a Maurice y la sigue "a otra parte".

## Reparto
- Roberto Benigni como Giuditta, el pequeño diablo
- Walter Matthau como Padre Maurice
- Nicoletta Braschi como Nina
- Stefania Sandrelli como Patrizia
- John Lurie como Cusatelli
- Paolo Baroni como Saverio
- Franco Fabrizi como Prete
- Annabella Schiavone como Giuditta, la mujer

## Premios
Roberto Benigni ganó el Premio David di Donatello al Mejor Actor.